# Strumigenys rogeri
Strumigenys rogeri är en myrart som beskrevs av Carlo Emery 1890. Strumigenys rogeri ingår i släktet Strumigenys och familjen myror. Inga underarter finns listade i Catalogue of Life.

## Bildgalleri

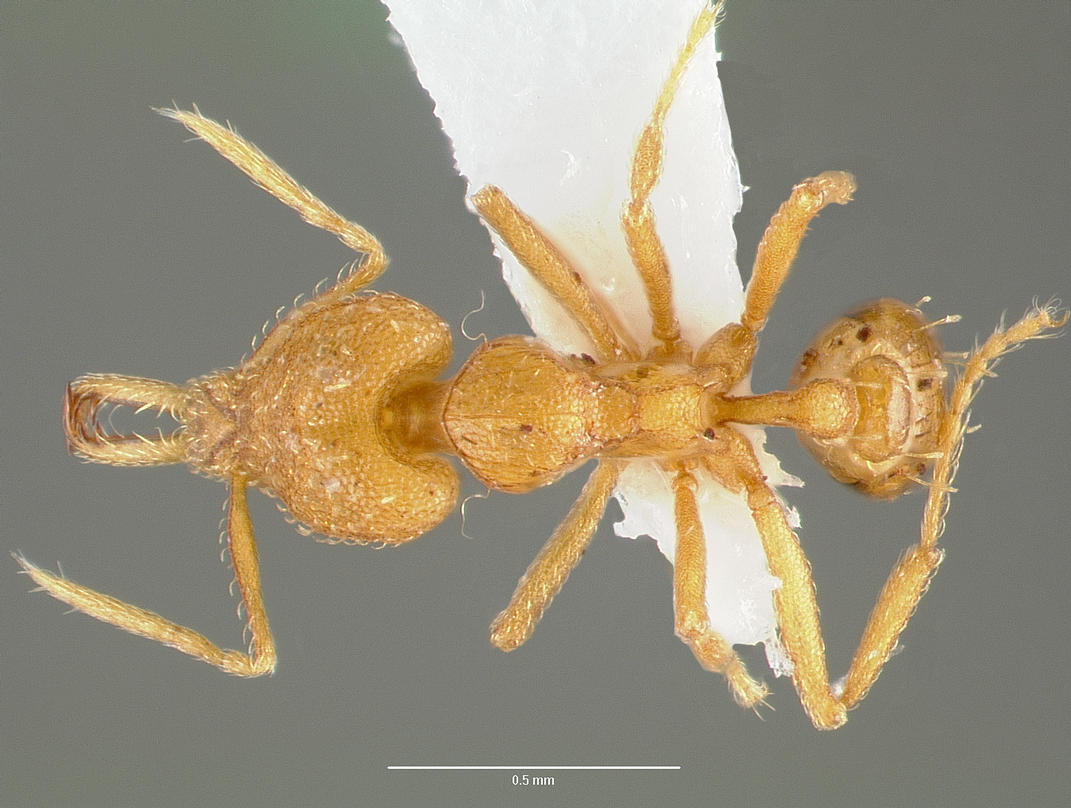
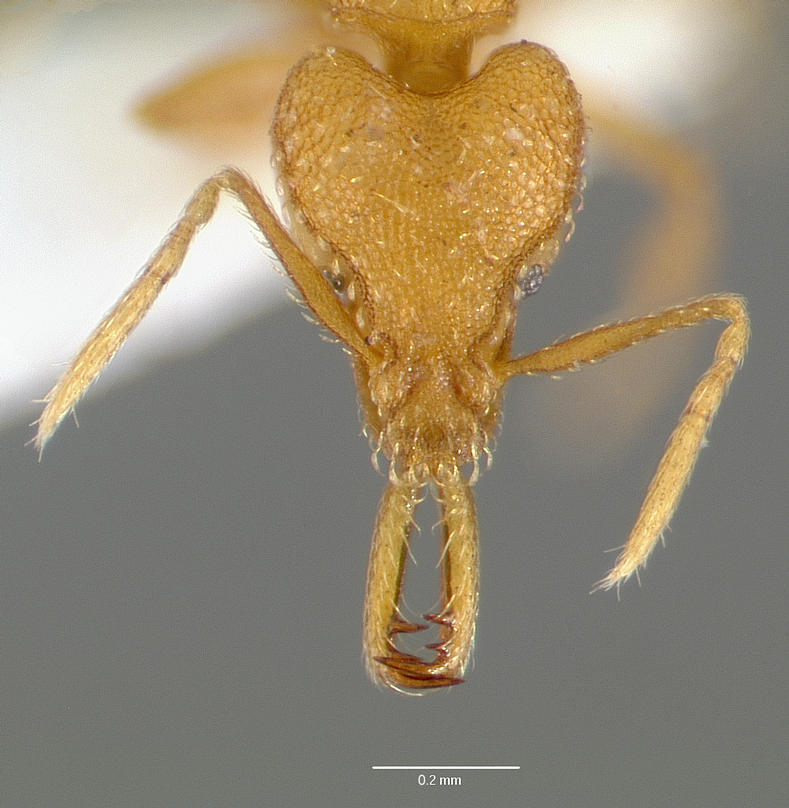
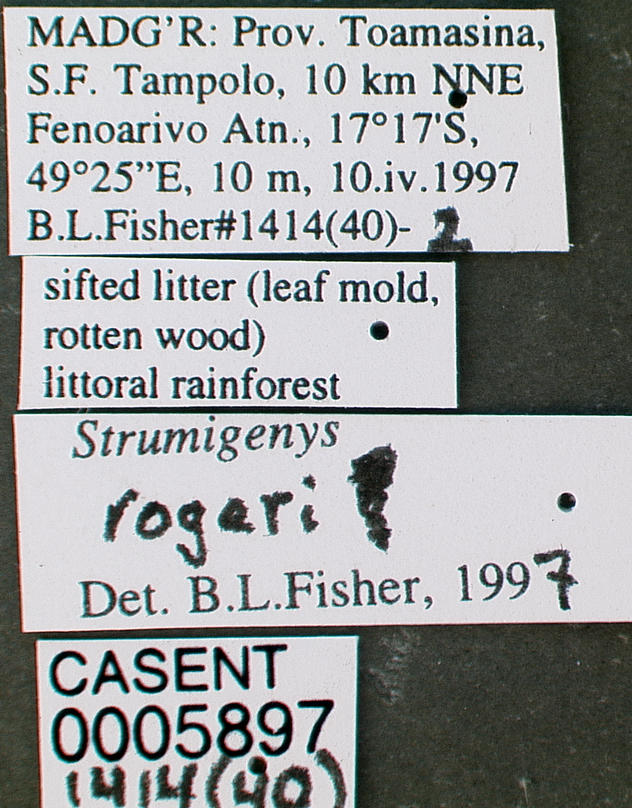
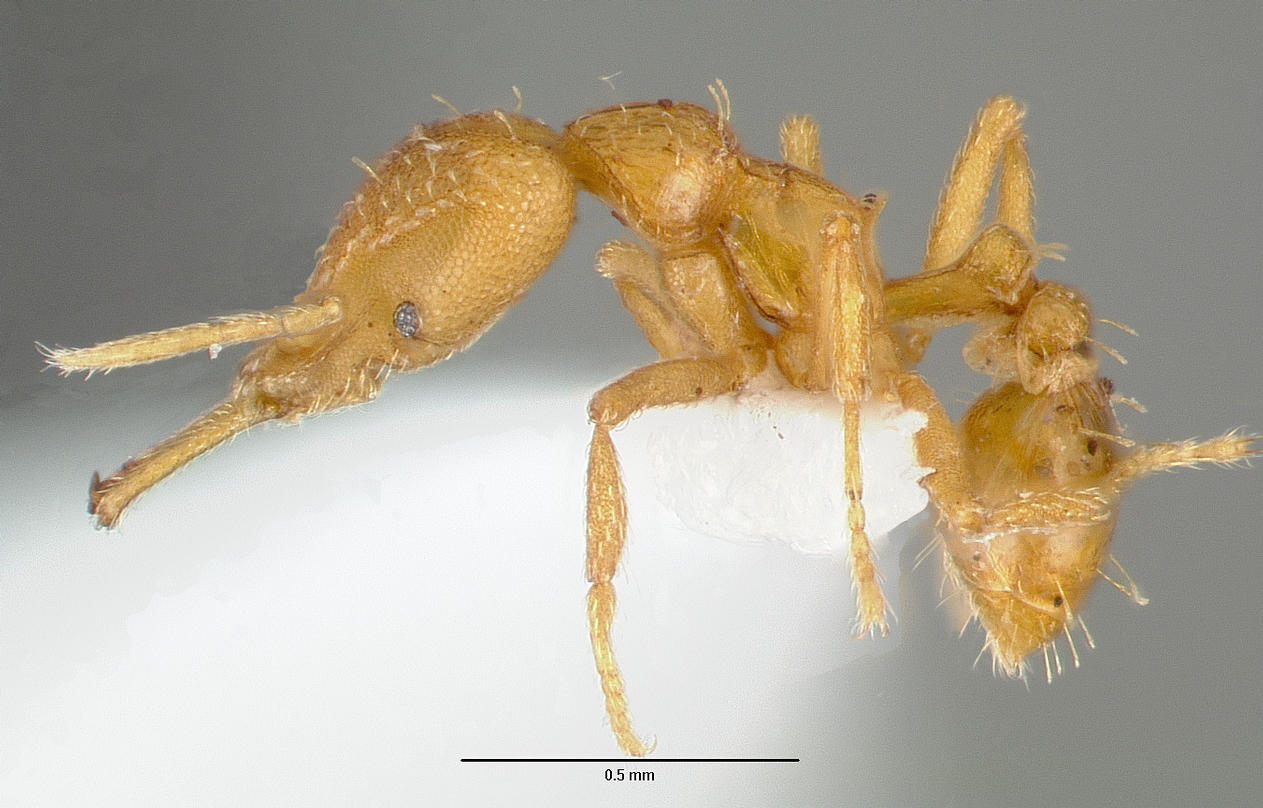
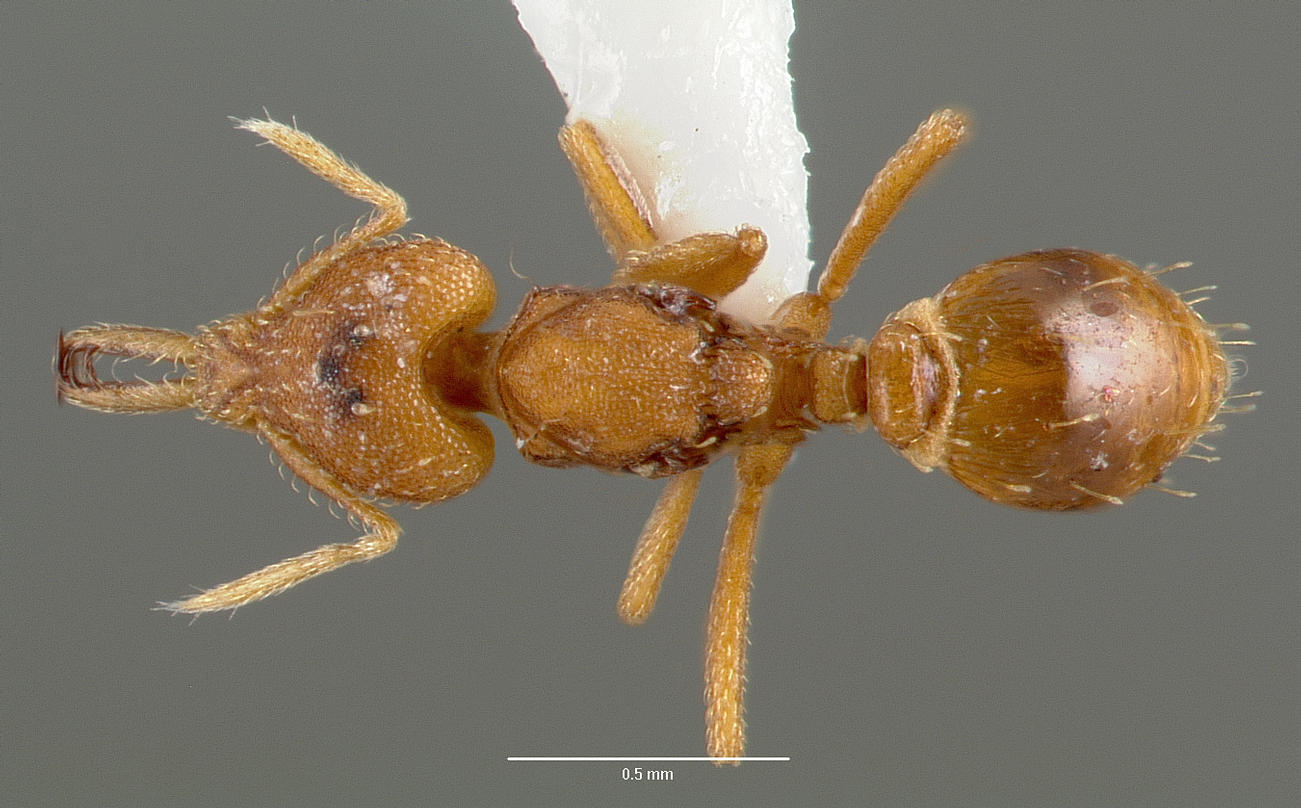
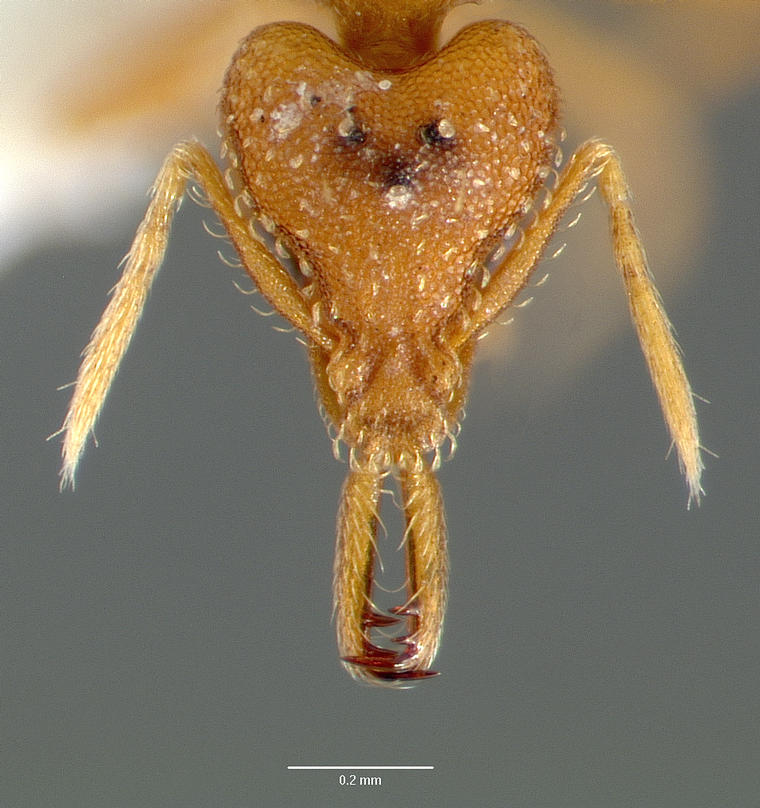